# Карраско де Будинич, Берна
Берна Карраско де Будинич (исп. Berna Carrasco Araya de Budinich; 19 декабря 1914, Сан-Бернардо — 7 июля 2013) — чилийская шахматистка, международный мастер (1954) среди женщин.
Участница турнира за звание чемпионки мира (1939) в Буэнос-Айресе — 3-е место. В южноамериканском зональном турнире (1954) — 2-е место. В турнире претенденток (1955) — 20-е место. Победила в южноамериканском зональном турнире (1960), но в турнире претенденток не участвовала.
В составе сборной Чили участница 17-й олимпиады  (1966) в г. Гаване; была единственной женщиной, участвовавшей в данном соревновании.

## Изменения рейтинга
| Графики недоступны из-за технических проблем. См. информацию на Фабрикаторе и на mediawiki.org. |